# Frank McGuinness
Frank McGuinness (* 29. Juli 1953 in Buncrana im County Donegal) ist ein irischer Dramatiker, Dichter und Übersetzer.

## Leben
McGuinness studierte englische Literatur am University College Dublin. Nach Abschluss des Studiums arbeitete er als Dozent zuerst an der University of Ulster und danach an der National University of Ireland, Maynooth. Er ist „Writer in Residence“ und seit 2007 auch Professor für Kreatives Schreiben am University College Dublin.
Sein erster dramatischer Erfolg war Factory Girls (1982). Kurz danach hatte er seinen wahrscheinlich größten Erfolg mit dem vielfach ausgezeichneten Stück Observe the Sons of Ulster Marching Towards the Somme (1985).
Seine Gedichtsammlung Booterstown ist 1994 veröffentlicht worden.
McGuinness lebt in Booterstown bei Dublin.

## Werk

### Theaterstücke
- The Factory Girls (Abbey Theatre, Dublin, 1982)
- Baglady (Abbey Theatre, 1985)
- Observe the Sons of Ulster Marching Towards the Somme (Abbey Theatre, 1985; Hampstead Theatre, London, 1986)
- Innocence (Gate Theatre, 1986)
- Cathaginians (Abbey Theatre, 1988; Hampstead, 1989)
- Mary and Lizzie (RSC, 1989)
- The Bread Man (Gate, 1991)
- Someone Who'll Watch Over Me (Hampstead, West End und Broadway, 1992)
- The Bird Sanctuary (Abbey Theatre, 1993)
- Mutabilitie (RNT, 1997)
- Dolly West's Kitchen (Abbey Theatre, 1999)
- Gates of Gold (Gate Theatre, 2002. Finborough Theatre, 2004)
- There Came a Gypsy Riding (Almeida Theatre, London, 2007)
- The Holy Moley Jesus Story (Greash Theatre, Dublin, 2008)
- Greta Garbo Came to Donegal (Tricycle Theatre, London, 2010)
- The Match Box (Everyman Playhouse, Liverpool, 2012)

### Übersetzungen
- Rosmersholm von Henrik Ibsen (RNT, 1987)
- Peer Gynt von Henrik Ibsen (Gate, 1988; RSC)
- Hedda Gabler von Henrik Ibsen (Roundabout Theatre, Broadway, 1994)
- A Doll's House von Henrik Ibsen (Playhouse Theatre, Broadway, 1997)
- Three Sisters von Anton Tschechow (Gate und Royal Court, 1990)
- Uncle Vanya von Anton Tschechow (Field Day Production, 1995)
- Yerma von Federico García Lorca (Amharclann na Mainistreach, 1987)
- The Threepenny Opera von Bertolt Brecht (Gate, 1987)
- The Caucasian Chalk Circle von Bertolt Brecht (RNT, 1997)
- Electra von Sophokles (Donmar und Broadway)
- The Storm von Alexander Nikolajewitsch Ostrowski (Almeida)
- Hecuba von Euripides
- Phaedra von Seneca
- Oedipus von Sophocles (Royal National Theatre)
- Helen von Euripides (Shakespeare’s Globe, 2008)
- John Gabriel Borkman von Henrik Ibsen (Abbey Theatre, 2010)
- Ghosts von Henrik Ibsen (London Classic Theatre, 2011)[3][32]

### Drehbücher
- Tanz in die Freiheit (Dancing at Lughnasa) (1998)
- Talk of Angels (1998)